# Mendozasaurus
Mendozasaurus ("ještěr z (provincie) Mendoza") byl rod titanosaurního sauropodního dinosaura, žijícího v období svrchní křídy (asi před 89 až 85 miliony let) na území současné Argentiny. Podle nekompletních fosílií bylo zjištěno, že tento sauropod vykazoval přítomnost tělesného "pancíře", podobně jako třeba rod Saltasaurus. Nebyl příliš velkým sauropodem, oproti svému obřímu příbuznému rodu Futalognkosaurus dosahoval jen zhruba třetinové délky. Při délce kolem 22 metrů totiž dosahoval hmotnosti asi 16 tun.

## Systematika
Typový druh M. neguyelap byl popsán paleontologem Dr. Bernardem J. Gonzalezem Rigou v roce 2003 a je prvním dinosaurem popsaným z provincie Mendoza. Podle novější fylogenetické analýzy spadá tento sauropod do kladu Lithostrotia a jeho blízkými příbuznými jsou například rody Quetecsaurus, Futalognkosaurus, Argentinosaurus, Notocolossus, Patagotitan nebo Puertasaurus.